# エウジェーニオ・ディ・サヴォイア＝ジェノヴァ
エウジェーニオ・アルフォンソ・カルロ・マリーア・ジュゼッペ・ディ・サヴォイア＝ジェノヴァ（Eugenio Alfonso Carlo Maria Giuseppe di Savoia Genova, 1906年3月13日 - 1996年12月8日）は、イタリア王国の王族、海軍軍人。サヴォイア＝ジェノヴァ家の最後の当主。

## 生涯
第2代ジェノヴァ公トンマーゾとその妻のバイエルン王女イザベラの間の四男、末息子としてトリノに生まれ、1906年5月31日にアンコーナ公（duca di Ancona）の儀礼称号を授けられた。1938年10月29日にミュンヘンのニンフェンブルク宮殿において、両シチリア王家家長・カラブリア公フェルディナンド・ピウスの娘で母方の遠縁にあたるルーチア（1907年 - 2001年）と結婚し、間に一人娘のマリーア・イザベッラ（1943年 - ）をもうけた。
1946年に王制が廃止されると、王族の身分を失ったエウジェーニオは家族を連れてブラジルに移住し、農場を経営した。1990年にジェノヴァ家の当主だった兄フィリベルトが子供のないまま死んだとき、すぐ上の兄アーダルベルトは生涯独身のまま1982年に死去していたため、エウジェーニオが家督を引き継いだ。1996年に後継ぎのないままサン・パウロで亡くなると、ジェノヴァ家は断絶した。2006年、エウジェーニオと妻ルーチアの遺灰はサヴォイア家歴代の墓所であるトリノ郊外のスペルガ聖堂に納められた。